# Успение Богородично (православна църква в Бургас)
Вижте пояснителната страница за други значения на Успение Богородично.
„Успение на Пресвета Богородица“ (накратко „Света Богородица“ или Гръцката църква) е най-старата православна църква в Бургас, действащ храм, паметник на културата.

## История и характеристика
Предшественик на днешната църква е изграден в началото на 17 век и разрушен по време на Руско-турската война (1828 – 1829). Със завръщането на християнското население след 1840 година, в тогавашната гръцка махала е изграден сегашният храм. Според Атанас Сиркаров през 1853 година сградата вече е издигната. Южно от църквата е било построено двуетажно гръцко училище, наследник на което е днешният Икономически техникум.
Църквата представлява трикорабна базилика посветена на християнския празник Успение на Пресвета Богородица. Общата застроена площ е около 470 m². Два реда от по 6 мраморни колони делят средния кораб от страничните. Всеки кораб завършва в източната част с апсида. Средната е по-голяма и по-висока от апсидите на страничните кораби. Олтарът е отделен от молитвента зала от мраморен иконостас. Височината на средния кораб до вътрешния му корниз е 11,5 метра, а при страничните кораби девет метра.
Църквата не е имала камбанария поради османска забрана по това време, въпреки това към западнаата фасада са изградени две симетрични четириъгълни кули. Във всяка от кулите се намира по едно стълбище което води до емпорията. По-късно (1927 – 28) кулите са надградени, като днес се извисяват над централния кораб, а в едната са поставени три камбани.
До построяването на българската църква „Кирил и Методий“ (1869) в нея са се черкували и православните българи. Монументалният за времето си строеж представлявал изключително постижение за сравнително малобройното християнско население. През 1862 година в Бургас живеят не повече от 1800 православни жители (българи и гърци), населяващи само 350 къщи. През 1869 година църквата е завършена и осветена от Василий Анхиалски.
Преддверието (езонартекс, вътрешен нартекс) първоначално е било открито, а по-късно е остъклено. Дебелите един метър каменни стени от бял варовик и пояси от тухлена зидария, действащи като сантрачи, вероятно са изградени под влияние на несебърската църковна архитектура. Докато подовата настилка на емпорите е от дървен гредоред с дюшеме от дебели талпи и летвена обшивка с мазилка, то подът на приземния етаж е от големи мраморни плочи, които покриват и нартекса.
През 1906 година църквата е превзета от българската общност по време на антигръцките вълнения, избухнали след Загоричанското клане, и е прекръстена на „Преображение Христово“. През 1952 година църквата е реконтруирана и старото име е възстановено. Замазаните надписи на гръцки език са почистени, но външната фасада е облицована с бял русенски камък, под който е скрита червено-бялата зидария. От ноември 1957 до края на 1958 година храмът е изцяло изографисан от художника Николай Ростовцев.
До южната стена на църквата е открита надгробна мраморна плоча на Йоанис и Йосав Пефтидзис от 1753 година.